# 狼鰭魚科
狼鳍鱼科(学名：Lycopteridae)是一类已灭绝的淡水辐鳍鱼类，为狼鳍鱼目下的唯一一科。

## 描述
这些辐鳍鱼很小，通常只有一根手指那么长，它们长有近乎圆形的小鳞片。

## 分布范围
它们生活在从侏罗纪到白垩纪的东亚河流和湖泊中，在中国和日本发现了这些鱼类的化石。

## 外部鏈接
- 维基共享资源上的相關多媒體資源：狼鰭魚科